# Nallachius ponomarenkoi
Nallachius ponomarenkoi är en insektsart som beskrevs av Zakharenko 1991. Nallachius ponomarenkoi ingår i släktet Nallachius och familjen Dilaridae. Inga underarter finns listade i Catalogue of Life.